# 穆罕默德·基亚瓦什
赛义德穆罕默德·阿拉维·塔巴尔（波斯語：‎；1930年—2020年3月10日），又名穆罕默德·基亚瓦什（‎），伊朗政治家。
穆罕默德·基亚瓦什毕业于一个伊斯兰教神学院，并取得了文学学士学位。他在1980年议会选举中代表阿瓦士，当选第一届伊斯兰议会议员。在1984年议会选举中代表阿巴丹，当选第二届伊斯兰议会议员。
2020年，在2019冠状病毒疫情蔓延到伊朗之后，他于3月10日因感染此病去世。